# Transcortina
La transcortina o globulina fijadora de corticoesteroides (CBG), es una alfa-globulina de la superfamilia de las serpinas de estructura muy similar a la de la α-1 antitripsina. 

## Función
La CBG se une y transporta a varias hormonas esteroideas, entre ellas:
- Cortisol, aproximadamente 75% del cortisol en circulante en la sangre está unida a esta proteína plasmática—el resto está unida a la albúmina.[1] Se cree que el cortisol es biológicamente activo solo cuando no está unido a la transcortina.
- Aldosterona, un 60% de la aldosterona sanguínea está unida a proteínas sanguíneas: 20% a la CBG y 40% a otras proteínas como la albúmina.[2]
- Progesterona.

## Producción
La globulina fijadora de corticoesteriodes (CBG) es producida por el hígado y es regulada por los estrógenos, por lo tanto, los niveles de CGB aumentan normalmente durante el embarazo, en mujeres obesas (en especial en la menopausia) y—por su relación al hígado—su concentración disminuye en la cirrosis.